# Angolo Terme
Angolo Terme (camunisch dialekt Angól) ist eine Gemeinde in der Provinz Brescia in der Lombardei mit 2295 Einwohnern (Stand 31. Dezember 2023).

## Geographie
Die Gemeinde liegt 58 km nördlich von Brescia im Valcamonica. Die Nachbargemeinden sind Azzone (BG), Borno, Castione della Presolana (BG), Colere (BG), Darfo Boario Terme, Piancogno und Rogno (BG).